# This Is!
This Is! es un álbum de tributo al primer disco de los Jethro Tull, This Was, lanzado al mercado por el ex componente de los Tull Mick Abrahams y su banda The This Was Band.
Mick Abrahams, que había formado en 1998, con antiguos miembros de los Tull, la banda The This Was Band, con los que realizó dicho año una gira por diversos teatros británicos interpretando los temas del antiguo This Was, lanzó al mercado, This Is!, una nueva versión del álbum original de los Jethro Tull.
El disco recibió duras críticas por parte de los seguidores de Jethro Tull, aunque recibió el apoyo del mismo Ian Anderson.
En el álbum, destaca especialmente la enérgica interpretación de Steve Dundon, a la flauta y voces, quien tan sólo tenía dieciocho meses de edad cuando se publicó el original This Was

## Lista de temas
El álbum incluye nuevas versiones de todos los temas de This Was, excepto de "Round". En su lugar, incluye el tema "Rock Me Baby".
| #   | Título                                 | Autor                                    | Tiempo |
| --- | -------------------------------------- | ---------------------------------------- | ------ |
| 1.  | "My Sunday Feeling"                    | (Ian Anderson)                           | 4:47   |
| 2.  | "It's Breaking Me Up"                  | (Ian Anderson)                           | 6:56   |
| 3.  | "Serenade to a Cuckoo"                 | (Rahsaan Roland Kirk)                    | 4:40   |
| 4.  | "Move On Alone"                        | (Mick Abrahams)                          | 2:44   |
| 5.  | "Cat's Squirrel"                       | (Tradicional, arreglo por Mick Abrahams) | 11:04  |
| 6.  | "Some Day the Sun Won't Shine for You" | (Ian Anderson)                           | 4:11   |
| 7.  | "A Song for Jeffrey"                   | (Ian Anderson)                           | 3:20   |
| 8.  | "Dharma for One"                       | (Ian Anderson / Clive Bunker)            | 6:24   |
| 9.  | "Beggar's Farm"                        | (Mick Abrahams / Ian Anderson)           | 4:16   |
| 10. | "Rock Me Baby"                         |                                          | 6:55   |